# Otterup Kommune
Otterup Kommune i Fyns Amt blev dannet ved kommunalreformen i 1970. Ved strukturreformen i 2007 indgik den i Nordfyns Kommune sammen med Bogense Kommune og Søndersø Kommune.

## Tidligere kommuner
Otterup Kommune blev dannet inden kommunalreformen ved frivillig sammenlægning af 9 sognekommuner:
| Kommune                | Folketal september 1965 | Byer       |
| ---------------------- | ----------------------- | ---------- |
| Hjadstrup              | 877                     | Kappendrup |
| Krogsbølle             | 1.407                   |            |
| Lunde                  | 874                     | Lunde      |
| Norup                  | 1.049                   |            |
| Nørre Nærå-Bederslev   | 963                     |            |
| Otterup                | 2.475                   | Otterup    |
| Skeby                  | 1.095                   |            |
| Uggerslev-Nørre Højrup | 922                     | Uggerslev  |
| Østrup                 | 594                     | Østrup     |
| I alt                  | 10.256                  |            |

## Sogne
Otterup Kommune bestod af følgende sogne:
- Bederslev Sogn (Skam Herred)
- Hjadstrup Sogn (Lunde Herred)
- Krogsbølle Sogn (Skam Herred)
- Lunde Sogn (Lunde Herred)
- Norup Sogn (Lunde Herred)
- Nørre Højrup Sogn (Skam Herred)
- Nørre Nærå Sogn (Skam Herred)
- Otterup Sogn (Lunde Herred)
- Skeby Sogn (Lunde Herred)
- Uggerslev Sogn (Skam Herred)
- Østrup Sogn (Lunde Herred)

## Borgmestre[2]
| Navn            | Parti                       | Periode   |
| --------------- | --------------------------- | --------- |
| C. P. Hovendal  | Venstre                     | 1970-1980 |
| Erik Olsen      | Det Konservative Folkeparti | 1980-1982 |
| Axel Rasmussen  | Venstre                     | 1982-1986 |
| Jacob Mikkelsen | Socialdemokratiet           | 1986-1990 |
| Axel Rasmussen  | Venstre                     | 1990-1998 |
| Bent Dyssemark  | Venstre                     | 1998-2006 |